# W (série télévisée)
 (août 2016).
Si vous disposez d'ouvrages ou d'articles de référence ou si vous connaissez des sites web de qualité traitant du thème abordé ici, merci de compléter l'article en donnant les références utiles à sa vérifiabilité et en les liant à la section « Notes et références ».
Pour les articles homonymes, voir W.
W (Hangeul : 더블유 ; RR : Deobeuryu) est une série télévisée sud-coréenne de 2016, avec Lee Jong-suk et Han Hyo-joo. Elle est diffusée tous les mercredis et jeudis à 22:00 (KST) sur la chaîne MBC depuis le 20 juillet 2016. Ce drama marque le retour de Han Hyo-joo après 6 ans d'absence sur le petit écran.

## Intrigue
Oh Yeon-joo est une interne en chirurgie cardiaque au sein de l'hôpital Myung Se, mais aussi la fille d'un célèbre dessinateur de Webtoon.
Un jour, son père disparaît soudainement. Peu de temps après, elle se fait kidnapper par un homme couvert de sang nommé Kang Cheol, ancien tireur olympique et millionnaire. Celui-ci l'emmène alors dans une autre dimension : le monde créé par son père, le monde de Kang Cheol, personnage principal de l'histoire.

## Distribution

### Distribution principale
- Lee Jong-suk dans le rôle de Kang Cheol, un homme de 30 ans, qui est le co-président de JN Global et qui détient la chaîne W dans le monde de la bande dessinée. Il est un personnage fictif et le principal de la bande dessinée populaire, "W".

- Han Hyo-joo dans le rôle de Oh Yeon-joo, une femme de 30 ans qui est en seconde année de chirurgie thoracique à l'hôpital Myung Se. Elle est la fille du célèbre auteur de bd qui a fait la série "W".

### Personnes autour de Kang Cheol
- Jung Yoo-jin dans le rôle de Yoon So-hee. Une femme de 30 ans, elle est la secrétaire de Kang Cheol et son amie.

- Lee Tae-hwan dans le rôle de Seo Do-yoon. Un homme de 31 ans, il est le garde du corps et le professeur en art martial de Kang Cheol.

- Park Won-sang dans le rôle de Han Cheol-ho. Un homme de 55 ans, il est un inspecteur et un membre du Congrès, et le potentiel président du Nouveau Parti Démocratique.

- Cha Kwang-soo dans le rôle de Son Hyun-seok. Un homme de 58 ans, il est le directeur d'un programme spécialisé dans les investigations criminelles et est le gérant général de la chaîne W.

- Kim Ik-tae qui joue un membre du corps médical.

### Personnes autour de Oh Yeon-joo
- Kim Eui-sung dans le rôle de Oh Sung-moo. Un homme de 62 ans, il est le père de Yeon-joo et un célèbre dessinateur de bd avec le webtoon populaire "W".

- Lee Si-eon dans le rôle de Park Soo-bong. Un homme de 27 ans, il est le disciple de Sung-moo.

- Nam Gi-ae dans le rôle de Gil Soo-seon. Une femme de 57 ans, la mère de Yeon-joo.

- Heo Jeong-do dans le rôle de Park Min-soo. Un homme de 42 ans, il est docteur spécialiste de la chirurgie thoracique et un professeur à l’hôpital de Myung Se.

- Kang Ki-young dans le rôle de Kang Seok-beom.Un homme de 30 ans, il est en seconde année de chirurgie thoracique à l’hôpital Myung Se.

- Lee Se-rang dans le rôle de Gil Soo-young. Une femme de 49 ans, la tante de Yeon-joo.

- Ryu Hye-rin dans le rôle de Seon-mi - Disciple de Sung-moo.
- Yang Hye-ji dans le rôle de Yoon-hee - Disciple de Sung-moo.
- Noh Haeng-ha dans le rôle de Kim Yoo-ri - Infirmière en chirurgie thoracique de l'hôpital Myung Se.
- Ri Min dans le rôle du chef d'équipe, Park.
- Park Min-ha dans le rôle de Yeon-joo enfant

### Brèves apparitions
- Park Choong-seon dans le rôle du père de Kang Cheol
- Kim Na-woon dans le rôle de la mère de Kang Cheol
- Seo Shin-ae dans le rôle de la petite sœur de Kang Cheol
- Choi Min-young dans le rôle du petit frère de Kang Cheol
- Hwang Seok-jeong dans le rôle d'un dessinateur de bd
- Ahn Se-ha
- Kim Jung-geun dans le rôle du présentateur
- Heo Il-hoo
- Jung Ji-so dans le rôle de Oh Yeon-joo jeune

## Classements
Dans le tableau ci-dessous, les chiffres bleus représentent les scores, et les chiffres rouges représentent les plus hauts scores.
| Épisode # | Date de diffusion originale | Audience moyenne | Audience moyenne                    | Audience moyenne | Audience moyenne                    |
| Épisode # | Date de diffusion originale | Scores TNmS      | Scores TNmS                         | AGB Nielsen      | AGB Nielsen                         |
| Épisode # | Date de diffusion originale | National         | Zone de la capitale nationale Séoul | National         | Zone de la capitale Nationale Séoul |
| --------- | --------------------------- | ---------------- | ----------------------------------- | ---------------- | ----------------------------------- |
| 1         | 20 juillet 2016             | 9.9% (10e)       | 11.3% (7e)                          | 8.6% (17e)       | 10.4% (10e)                         |
| 2         | 21 juillet 2016             | 10.1% (9e)       | 11.5% (5e)                          | 9.5% (12e)       | 10.7% (10e)                         |
| 3         | 27 juillet 2016             | 11.6% (7e)       | 13.7% (4e)                          | 12.9% (4e)       | 15.0% (4e)                          |
| 4         | 28 juillet 2016             | 13.4% (5e)       | 14.7% (4e)                          | 12.9% (4e)       | 14.3% (4e)                          |
| 5         | 3 août 2016                 | 15.1% (3e)       | 17.8% (1er)                         | 13.5% (3e)       | 14.3% (3e)                          |
| 6         | 4 août 2016                 | %                | %                                   | %                | %                                   |
| 7         | 10 août 2016                | %                | %                                   | %                | %                                   |
| 8         | 11 août 2016                | %                | %                                   | %                | %                                   |
| 9         | 17 août 2016                | %                | %                                   | %                | %                                   |
| 10        | 18 août 2016                | %                | %                                   | %                | %                                   |
| 11        | 24 août 2016                | %                | %                                   | %                | %                                   |
| 12        | 25 août 2016                | %                | %                                   | %                | %                                   |
| 13        | 31 août 2016                | %                | %                                   | %                | %                                   |
| 14        | 1er septembre 2016          | %                | %                                   | %                | %                                   |
| 15        | 7 septembre 2016            | %                | %                                   | %                | %                                   |
| 16        | 8 septembre 2016            | %                | %                                   | %                | %                                   |
| Average   | Average                     | %                | %                                   | %                | %                                   |

## Bande originale

### OST Part 1
| 1.   | Where Are U (내가 너에게 가던 네가 나에게 오던)         | Jung Joon-young | 4:19 |
| 2.   | Where Are U (내가 너에게 가던 네가 나에게 오던) (Inst.) |                 | 4:19 |
| 8:38 |                                                         |                 |      |

### OST Part 2
| 1.   | Please Say Something, Even Though It Is a Lie (거짓말이라도 해줘요)         | Park Bo-ram | 3:33 |
| 2.   | Please Say Something, Even Though It Is a Lie (거짓말이라도 해줘요) (Inst.) |             | 3:33 |
| 7:06 |                                                                             |             |      |

## Autres adaptations
Un manhwa existe publié en anglais sous le nom de W : Two Worlds.